# China Open (теніс)
Відкритий чемпіонат Китаю (англ. China Open) — професійний тенісний турнір. Проводиться щорічно в Пекіні (Китай) починаючи з 1993 року. 1998 року турнір було вилучено з переліку турнірів ATP-туру і поновлено 2004 року. У 2005 був внесений до списку турнірів ATP та WTA Турів. З 2009 року чоловічий турнір належить до серії ATP 500 з призовим фондом близько 4,3 мільйона доларів і турнірною сіткою, розрахованою на 32 учасники в одиночному розряді і 16 пар; а жіночий - до серії WTA Premier Mandatory з призовим фондом близько 6,3 мільйона доларів і турнірною сіткою, розрахованою на 60 учасниць в одиночному розряді і 28 пар.

## Загальна інформація
Чоловічі змагання
Історія чоловічих змагань повністю пов'язана з Пекіном. Перший турнір відбувся 1993 року, як змагання базової категорії ATP. У такому вигляді турнір проіснував п'ять років після чого був скасований.
У 2004 році приз відновився в колишньому статусі, а через п'ять років, у ході реформи календаря, організаторам вдалося підняти статус турніру до другою за значимістю категорії. У цей період пекінський турнір стає одним з підготовчих до іншого великого турніру в Китаї - Shanghai ATP Masters 1000.
Жіночі змагання
Жіночий турнір створений роком пізніше - в 1994 році. Змагання проводилося три роки в статусі малопрестижного турніру 4-ї категорії, після чого його скасували.
2000 року приз відродили, але не в Пекіні, а в іншому китайському місті - Шанхаї. Три роки змагання мало ту саму 4-ту категорію класифікації жіночого туру, проте в 2003 році, після закриття турніру в бразильському Коста-ду-Сауїпе, організаторам вдалося роздобути для свого змагання більш престижну 2-гу категорію.
У 2004 році шанхайське змагання переїхало до Пекіна. Через п'ять років, в ході реформи календаря, пекінським організаторам вдалося підняти статус свого змагання до найвищого рівня: змагання в китайській столиці стали одним з восьми головних змагань регулярного сезону.

## Фінали

### Жінки. Одиночний розряд
| Рік                     | Чемпіонка                                             | Фіналістка                                            | Рахунок                                               |
| ----------------------- | ----------------------------------------------------- | ----------------------------------------------------- | ----------------------------------------------------- |
| ↓ IV рівня ↓            |                                                       |                                                       |                                                       |
| 1994                    | Яюк Басукі                                            | Нагацука Кіото                                        | 6–4, 6–2                                              |
| 1995                    | Лінда Вілд                                            | Ван Шітін                                             | 7–5, 6–2                                              |
| 1996                    | Ван Шітін                                             | Чень Лілін                                            | 6–3, 6–4                                              |
| 1997–1999               | Не проводився                                         | Не проводився                                         | Не проводився                                         |
| 2000                    | Меган Шонессі                                         | Ірода Туляганова                                      | 7–6(7–2), 7–5                                         |
| 2001                    | Моніка Селеш                                          | Ніколь Пратт                                          | 6–2, 6–3                                              |
| 2002                    | Анна Смашнова                                         | Анна Курникова                                        | 6–2, 6–3                                              |
| ↓ II рівня ↓            |                                                       |                                                       |                                                       |
| 2003                    | Олена Дементьєва                                      | Чанда Рубін                                           | 6–3, 7–6(8–6)                                         |
| ↓ Турніри WTA Tier II ↓ |                                                       |                                                       |                                                       |
| 2004                    | Серена Вільямс                                        | Світлана Кузнецова                                    | 4–6, 7–5, 6–4                                         |
| 2005                    | Марія Кириленко                                       | Анна-Лена Гренефельд                                  | 6–3, 6–4                                              |
| 2006                    | Світлана Кузнецова                                    | Амелі Моресмо                                         | 6–4, 6–0                                              |
| 2007                    | Агнеш Савай                                           | Єлена Янкович                                         | 6–7(7–9), 7–5, 6–2                                    |
| 2008                    | Єлена Янкович                                         | Світлана Кузнецова                                    | 6–3, 6–2                                              |
| ↓ Турніри WTA Premier ↓ |                                                       |                                                       |                                                       |
| 2009                    | Світлана Кузнецова (2)                                | Агнешка Радванська                                    | 6–2, 6–4                                              |
| 2010                    | Каролін Возняцкі                                      | Віра Звонарьова                                       | 6–3, 3–6, 6–3                                         |
| 2011                    | Агнешка Радванська                                    | Андреа Петкович                                       | 7–5, 0–6, 6–4                                         |
| 2012                    | Вікторія Азаренко                                     | Марія Шарапова                                        | 6–3, 6–1                                              |
| 2013                    | Серена Вільямс (2)                                    | Єлена Янкович                                         | 6–2, 6–2                                              |
| 2014                    | Марія Шарапова                                        | Петра Квітова                                         | 6–4, 2–6, 6–3                                         |
| 2015                    | Гарбінє Мугуруса                                      | Тімеа Бачинскі                                        | 7–5, 6–4                                              |
| 2016                    | Агнешка Радванська (2)                                | Джоанна Конта                                         | 6–4, 6–2                                              |
| 2017                    | Каролін Гарсія                                        | Сімона Халеп                                          | 6–4, 7–6(7–3)                                         |
| 2018                    | Каролін Возняцкі (2)                                  | Анастасія Севастова                                   | 6–3, 6–3                                              |
| 2019                    | Осака Наомі                                           | Ешлі Барті                                            | 3–6, 6–3, 6–2                                         |
| 2020–2021               | Не проводився (через пандемію коронавірусної хвороби) | Не проводився (через пандемію коронавірусної хвороби) | Не проводився (через пандемію коронавірусної хвороби) |
| 2022                    | Не проводився (див. Пен Шуай)                         | Не проводився (див. Пен Шуай)                         | Не проводився (див. Пен Шуай)                         |
| ↓ Турніри WTA 1000 ↓    |                                                       |                                                       |                                                       |
| 2023                    | Іга Свьонтек                                          | Людмила Самсонова                                     | 6–2, 6–2                                              |
| 2024                    | Коко Гофф                                             | Кароліна Мухова                                       | 6–1, 6–3                                              |

### Чоловіки. Одиночний розряд
| Рік             | Чемпіон                                               | Фіналіст                                              | Рахунок                                               |
| --------------- | ----------------------------------------------------- | ----------------------------------------------------- | ----------------------------------------------------- |
| ↓ Тур ATP 250 ↓ |                                                       |                                                       |                                                       |
| 1993            | Майкл Чанг                                            | Грег Руседскі                                         | 7–6(7–5), 6–7(6–8), 6–4                               |
| 1994            | Майкл Чанг                                            | Андерс Яррід                                          | 7–5, 7–5                                              |
| 1995            | Майкл Чанг                                            | Ренцо Фурлан                                          | 7–5, 6–3                                              |
| 1996            | Грег Руседскі                                         | Мартін Дамм                                           | 7–6(7–5), 6–4                                         |
| 1997            | Джим Кур'є                                            | Магнус Густафссон                                     | 7–6(12–10), 3–6, 6–3                                  |
| 1998–2003       | Не проводився                                         | Не проводився                                         | Не проводився                                         |
| 2004            | Марат Сафін                                           | Михайло Южний                                         | 7–6(7–4), 7–5                                         |
| 2005            | Рафаель Надаль                                        | Гільєрмо Кор'я                                        | 5–7, 6–1, 6–2                                         |
| 2006            | Маркос Багдатіс                                       | Маріо Анчич                                           | 6–4, 6–0                                              |
| 2007            | Фернандо Гонсалес                                     | Томмі Робредо                                         | 6–1, 3–6, 6–1                                         |
| 2008            | Енді Роддік                                           | Дуді Села                                             | 6–4, 6–7(6–8), 6–3                                    |
| ↓ Тур ATP 500 ↓ |                                                       |                                                       |                                                       |
| 2009            | Новак Джокович                                        | Марин Чилич                                           | 6–2, 7–6(7–4)                                         |
| 2010            | Новак Джокович (2)                                    | Давид Феррер                                          | 6–2, 6–4                                              |
| 2011            | Томаш Бердих                                          | Марин Чилич                                           | 3–6, 6–4, 6–1                                         |
| 2012            | Новак Джокович (3)                                    | Жо-Вілфрід Тсонга                                     | 7–6(7–4), 6–2                                         |
| 2013            | Новак Джокович (4)                                    | Рафаель Надаль                                        | 6–3, 6–4                                              |
| 2014            | Новак Джокович (5)                                    | Томаш Бердих                                          | 6–0, 6–2                                              |
| 2015            | Новак Джокович (6)                                    | Рафаель Надаль                                        | 6–2, 6–2                                              |
| 2016            | Енді Маррей                                           | Григор Димитров                                       | 6–4, 7–6(7–2)                                         |
| 2017            | Рафаель Надаль (2)                                    | Нік Киріос                                            | 6–2, 6–1                                              |
| 2018            | Ніколоз Басілашвілі                                   | Хуан Мартін дель Потро                                | 6–4, 6–4                                              |
| 2019            | Домінік Тім                                           | Стефанос Ціціпас                                      | 3–6, 6–4, 6–1                                         |
| 2020–2022       | Не проводився (через пандемію коронавірусної хвороби) | Не проводився (через пандемію коронавірусної хвороби) | Не проводився (через пандемію коронавірусної хвороби) |
| 2023            | Яннік Сіннер                                          | Данило Медведєв                                       | 7–6(7–2), 7–6(7–2)                                    |
| 2024            | Карлос Алькарас                                       | Яннік Сіннер                                          | 6–7(6–8), 6–4, 7–6(7–3)                               |

### Жінки. Парний розряд
| Рік                     | Чемпіонки                                             | Фіналістки                                            | Рахунок                                               |
| ----------------------- | ----------------------------------------------------- | ----------------------------------------------------- | ----------------------------------------------------- |
| ↓ IV рівня ↓            |                                                       |                                                       |                                                       |
| 1994                    | Chen Li Ling Li Fang                                  | Kerry-Anne Guse Валда Лейк                            | 6–0, 6–2                                              |
| 1995                    | Клаудія Порвік Лінда Вілд                             | Стефані Роттьєр Shi-Ting Wang                         | 6–1, 6–0                                              |
| 1996                    | Кадзімута Наоко Саекі Міхо                            | Хосокі Юко Такума Кадзуе                              | 7–5, 6–4                                              |
| 1997–1999               | Не проводився                                         | Не проводився                                         | Не проводився                                         |
| 2000                    | Лілія Остерло Тамарін Танасугарн                      | Ріта Гранде Меган Шонессі                             | 7–5, 6–1                                              |
| 2001                    | Лізель Губер Ленка Немечкова                          | Еві Домінікович Тамарін Танасугарн                    | 6–0, 7–5                                              |
| 2002                    | Курникова Анна Сергіївна Джанет Лі                    | Фудзівара Ріка Суґіяма Ай                             | 7–5, 6–3                                              |
| ↓ II рівня ↓            |                                                       |                                                       |                                                       |
| 2003                    | Емілі Луа Ніколь Пратт                                | Суґіяма Ай Тамарін Танасугарн                         | 6–3, 6–3                                              |
| ↓ Турніри WTA Tier II ↓ |                                                       |                                                       |                                                       |
| 2004                    | Еммануель Гальярді Дінара Сафіна                      | Хісела Дулко Марія Венто-Кабчі                        | 6–4, 6–4                                              |
| 2005                    | Нурія Льягостера Вівес Марія Венто-Кабчі              | Янь Цзи Чжен Цзє                                      | 6–2, 6–4                                              |
| 2006                    | Вірхінія Руано Паскуаль Паола Суарес                  | Анна Чакветадзе Олена Весніна                         | 6–2, 6–4                                              |
| 2007                    | Чжуан Цзяжун Сє Шувей                                 | Хань Сіньюнь Сюй Їфань                                | 7–6(7–1), 6–3                                         |
| 2008                    | Анабель Медіна Гаррігес Каролін Возняцкі              | Хань Сіньюнь Сюй Їфань                                | 6–1, 6–3                                              |
| ↓ Турніри WTA Premier ↓ |                                                       |                                                       |                                                       |
| 2009                    | Сє Шувей (2) Пен Шуай                                 | Алла Кудрявцева Катерина Макарова                     | 6–3, 6–1                                              |
| 2010                    | Ольга Говорцова Чжуан Цзяжун                          | Хісела Дулко Флавія Пеннетта                          | 7–6(7–2), 1–6, [10–7]                                 |
| 2011                    | Квета Пешке Катарина Среботнік                        | Хісела Дулко Флавія Пеннетта                          | 6–3, 6–4                                              |
| 2012                    | Катерина Макарова Олена Весніна                       | Нурія Льягостера Вівес Саня Мірза                     | 7–5, 7–5                                              |
| 2013                    | Кара Блек Саня Мірза                                  | Віра Душевіна Аранча Парра Сантонха                   | 6–2, 6–2                                              |
| 2014                    | Андреа Сестіні Главачкова Пен Шуай (2)                | Кара Блек Саня Мірза                                  | 6–4, 6–4                                              |
| 2015                    | Мартіна Хінгіс Саня Мірза (2)                         | Чжань Хаоцін Латіша Чжань                             | 6–7(9–11), 6–1, [10–8]                                |
| 2016                    | Бетані Маттек-Сендс Луціє Шафарова                    | Каролін Гарсія Крістіна Младенович                    | 6–4, 6–4                                              |
| 2017                    | Латіша Чжань Мартіна Хінгіс (2)                       | Тімеа Бабош Андреа Сестіні Главачкова                 | 6–1, 6–4                                              |
| 2018                    | Андреа Сестіні Главачкова (2) Барбора Стрицова        | Габріела Дабровскі Сюй Їфань                          | 4–6, 6–4, [10–8]                                      |
| 2019                    | Софія Кенін Бетані Маттек-Сендс (2)                   | Олена Остапенко Даяна Ястремська                      | 6–3, 6–7(5–7), [10–7]                                 |
| 2020–2021               | Не проводився (через пандемію коронавірусної хвороби) | Не проводився (через пандемію коронавірусної хвороби) | Не проводився (через пандемію коронавірусної хвороби) |
| 2022                    | Не проводився (див. Пен Шуай)                         | Не проводився (див. Пен Шуай)                         | Не проводився (див. Пен Шуай)                         |
| ↓ Турніри WTA 1000 ↓    |                                                       |                                                       |                                                       |
| 2023                    | Маріє Боузкова Сара Соррібес Тормо                    | Чжань Хаоцін Джуліана Ольмос                          | 3–6, 6–0, [10–4]                                      |
| 2024                    | Сара Еррані Жасмін Паоліні                            | Чжань Хаоцін Вероніка Кудерметова                     | 6–4, 6–4                                              |

### Чоловіки. Парний розряд
| Рік             | Чемпіони                                              | Фіналісти                                             | Рахунок                                               |
| --------------- | ----------------------------------------------------- | ----------------------------------------------------- | ----------------------------------------------------- |
| 1993            | Пол Аннаконе Дуг Флеч                                 | Якко Елтінг Паул Гаргейс                              | 7–6, 6–3                                              |
| 1994            | Томмі Хо Кент Кіннієр                                 | Девід Адамс Андрій Ольховський                        | 7–6, 6–3                                              |
| 1995            | Томмі Хо Себастьян Ларо                               | Дік Норман Фернон Віб'єр                              | 7–6, 7–6                                              |
| 1996            | Мартін Дамм Андрій Ольховський                        | Патрік Кюнен Гері Муллер                              | 6–4, 7–5                                              |
| 1997            | Магеш Бгупаті Леандер Паес                            | Джим Кур'є Алекс О'Браєн                              | 7–5, 7–6                                              |
| 1998–2003       | не проводився                                         | не проводився                                         | не проводився                                         |
| ↓ Тур ATP 250 ↓ |                                                       |                                                       |                                                       |
| 2004            | Джастін Гімелстоб Грейдон Олівер                      | Олександр Богомолов Тейлор Дент                       | 4–6, 6–4, 7–6                                         |
| 2005            | Джастін Гімелстоб (2) Натан Гілі                      | Дмитро Турсунов Михайло Южний                         | 4–6, 6–3, 6–2                                         |
| 2006            | Магеш Бгупаті Маріо Анчич                             | Міхаель Беррер Кеннет Карлсен                         | 6–4, 6–3                                              |
| 2007            | Рік де Вуст Ешлі Фішер                                | Кріс Гаггард Лу Єнь-Сюнь                              | 6–7, 6–0, [10–6]                                      |
| 2008            | Стівен Гасс Росс Гатчінс                              | Ешлі Фішер Боббі Рейнольдс                            | 7–5, 6–4                                              |
| ↓ Тур ATP 500 ↓ |                                                       |                                                       |                                                       |
| 2009            | Боб Браян Майк Браян                                  | Марк Ноулз (тенісист) Енді Роддік                     | 6–4, 6–2                                              |
| 2010            | Боб Браян (2) Майк Браян (2)                          | Маріуш Фирстенберг Марцин Матковський                 | 6–1, 7–6(7–5)                                         |
| 2011            | Мікаель Льодра Ненад Зімоньїч                         | Роберт Ліндстедт Горія Текеу                          | 7–6(7–2), 7–6(7–4)                                    |
| 2012            | Боб Браян (3) Майк Браян (3)                          | Карлос Берлок Денис Істомін                           | 6–3, 6–2                                              |
| 2013            | Максим Мирний Горія Текеу                             | Фабіо Фоніні Андреас Сеппі                            | 6–4, 6–2                                              |
| 2014            | Жан-Жульєн Роєр Горія Текеу (2)                       | Жульєн Беннето Вашек Поспішил                         | 6–7(6–8), 7–5, [10–5]                                 |
| 2015            | Вашек Поспішил Джек Сок                               | Деніел Нестор Едуар Роже-Васслен                      | 3–6, 6–3, [10–6]                                      |
| 2016            | Пабло Карреньо Буста Рафаель Надаль                   | Джек Сок Бернард Томіч                                | 6–7(6–8), 6–2, [10–8]                                 |
| 2017            | Генрі Контінен Джон Пірс (тенісист)                   | Джон Ізнер Джек Сок                                   | 6–3, 3–6, [10–7]                                      |
| 2018            | Лукаш Кубот Марсело Мело                              | Олівер Марах Мате Павич                               | 6–1, 6–4                                              |
| 2019            | Іван Додіг Філіп Полашек                              | Лукаш Кубот Марсело Мело                              | 6–3, 7–6(7−4)                                         |
| 2020–2022       | Не проводився (через пандемію коронавірусної хвороби) | Не проводився (через пандемію коронавірусної хвороби) | Не проводився (через пандемію коронавірусної хвороби) |
| 2023            | Іван Додіг (2) Остін Крайчек                          | Веслі Колгоф Ніл Скупскі                              | 6–7(12–14), 6–3, [10–5]                               |
| 2024            | Сімоне Болеллі Андреа Вавассорі                       | Гаррі Геліоваара Генрі Петтен                         | 4–6, 6–3, [10–5]                                      |